# Shelby (Mississippi)
Shelby è una città (city) degli Stati Uniti d'America, situata nella contea di Bolivar, nello Stato del Mississippi.